# Suuri Rauvanvesi
Suuri Rauvanvesi är en del av en sjö i Finland. Den ligger i Rantasalmi i landskapet Södra Savolax, i den sydöstra delen av landet, 270 km nordost om huvudstaden Helsingfors. Suuri Rauvanvesi ligger 62 meter över havet.